# آیماوث
آیماوث (به انگلیسی: Eyemouth) یک شهرک در اسکاتلند است که در اسکوتیش بوردرز واقع شده‌است. آیماوث ۲٬۵۸۷ نفر جمعیت دارد.